# Ronald Ridenhour
Ronald Ridenhour, född 6 april 1946 i Oakland, Kalifornien, död 10 maj 1998 i New Orleans, var en amerikansk menig soldat som tillhörde 11:e infanteribrigaden under vietnamkriget. Ridenhour spelade en avgörande roll vid avslöjandet av vad som egentligen hade ägt rum i den sydvietnamesiska byn My Lai den 16 mars 1968.
En amerikansk pluton, kallad Company Charlie, intog den 16 mars 1968 hussamlingen My Lai 4, vilken utgjorde en del av byn Song My. De amerikanska soldaterna levde med föreställningen att byn försvarades av FNL och beredde sig på strid. Endast tre FNL-soldater befann sig i området, men de sköts till döds utanför byn. När plutonen, ledd av löjtnant William Calley, anlände till My Lai 4, fanns inga fiendesoldater kvar. Trots detta började man att mörda byborna, försvarslösa bönder. Kvinnor våldtogs, husdjur sköts och husen satts i brand. Vietnam har fastslagit att 504 människor dödades i två småbyar, Tu Cung och My Hoy. (My Lai är en av många små byar i Son My - den amerikanska armén hade en postering där och kallade alla andra byar My Lai 2, My Lai 3 etc; därav den felaktiga benämningen på massakern. Song My är ett stavfel som hängt kvar i svenska medier i 40 år). 
Ridenhour, som själv inte hade varit inblandad i massakern, fick av en vän reda på vad som hade hänt och samlade in vittnesmål från soldater som varit med vid operationen. Efter att ha återvänt hem till USA skrev Ridenhour ett trettiotal brev till kongressledamöter samt till tjänstemän vid Pentagon. I breven beskrev Ridenhour mördandet av civila i My Lai, och två kongressledamöter kontaktade armén, som inledde en undersökning.
Utredningen ledde bland annat till att William Calley ställdes inför rätta och dömdes till livstids fängelse för mord på 22 civila vietnameser. Straffet omvandlades dock till husarrest, först i tjugo år och senare i tio år. Calley var en fri man redan 1974.
Ridenhour utbildade sig till journalist och tilldelades 1987 journalistpriset George Polk Award för avslöjandet av en stor skatteskandal i New Orleans. Han avled av en hjärtinfarkt 1998.